# 잠발라야

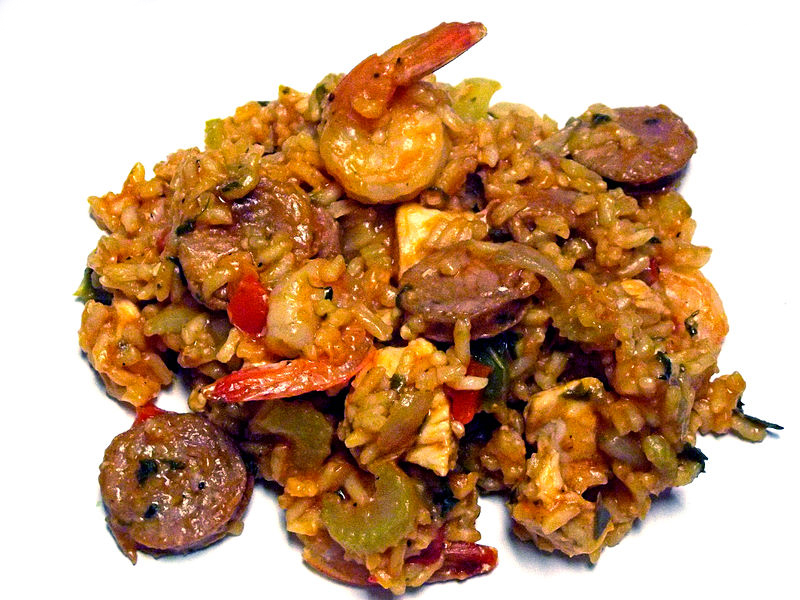
잠발라야

잠발라야(영어: Jambalaya, 영어 발음: /dʒæmbəˈlaɪə/)는 미국 루이지애나를 중심으로 발전한 쌀 요리로 스페인 요리와 프랑스의 영향을 받았다.
잠발라야는 스페인의 요리에서 파에야에서 유래된 걸로 추정되며, 아메리카 원주민의 문화와 카리브 문화가 합쳐진 것이 루이지애나로 건너가 프랑스의 문화가 섞인 것으로 알려져 있다.

## 종류
잠발라야는 크게 두가지 종류가 있다.

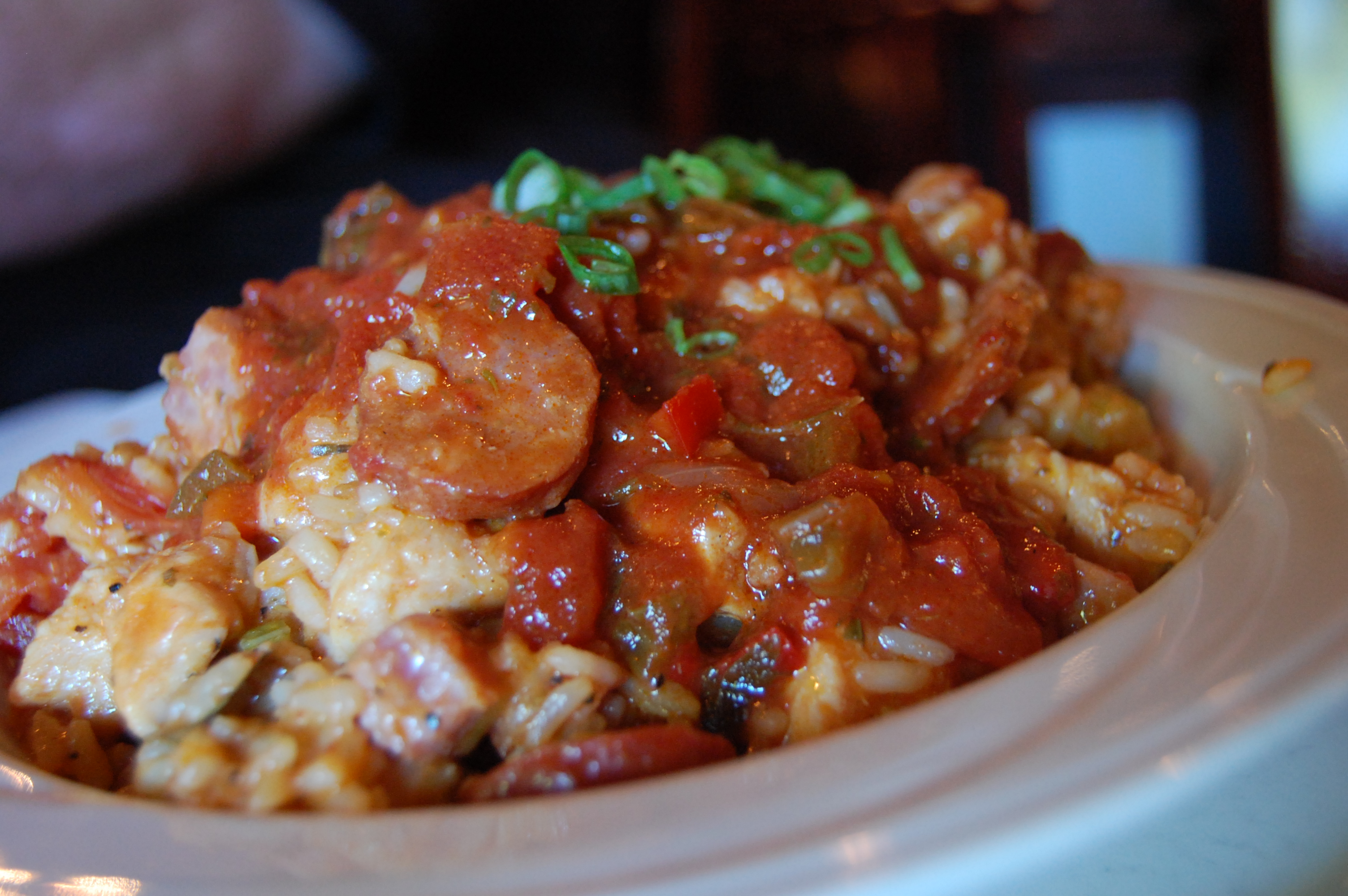

하나는 크레올 잠발라야 (Creole Jambalaya)라고 하는데, 닭고기와 소시지 등과 함께 양파와 마늘, 고추, 셀러리 등의 채소와 토마토, 해산물을 비율로 냄비에 넣고 볶다가 쌀과 육수를 붓고 20분~60분 정도 끓여낸다. 토마토를 써서 붉기 때문에 레드 잠발라야(Red Jambalaya)라고도 부른다.

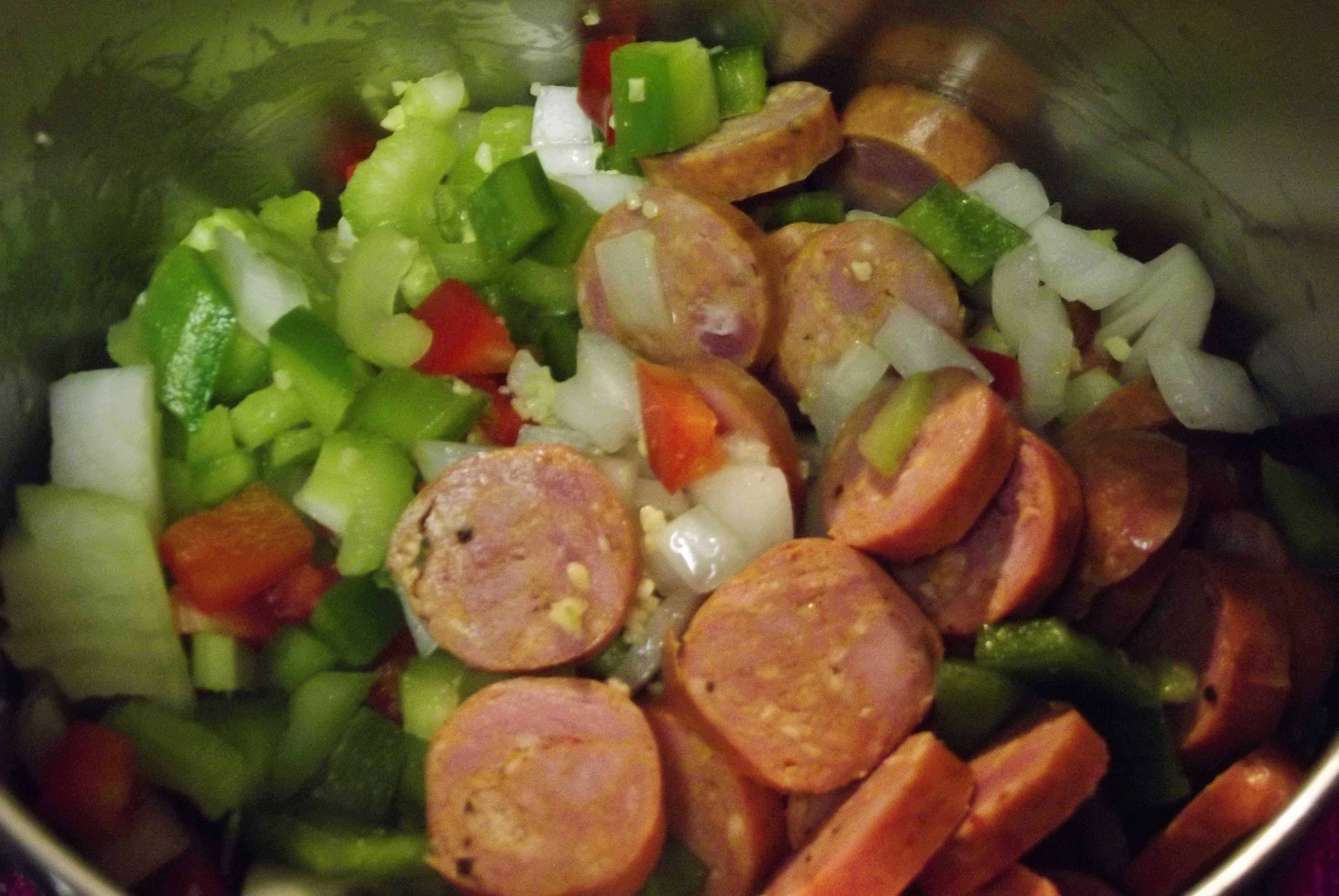

또 다른 종류로 루이지애나 남부 스왐프(Swamp)중심으로 한 케이준 잠발라야(Cajun Jambalaya)가 있다. 토마토를 넣지 않으며, 고기를 볶다가 채소를 넣고 육수를 붓고 어느 정도 끓인 뒤에 쌀과 조미료(보통 후추, 케이준 스파이스 같은 향신료를 사용한다.) 넣고 약한 불로 한번 더 끓이는 차이점이 있다. 채소는 양파와 마늘을 주로 사용하나 취향에 따라 셀러리, 고추 등의 추가적인 재료를 더 넣을 수도 있다. 볶은 고기의 영향으로 갈색을 띄고 있어서 브라운 잠발라야(Brown Jambalaya)라고도 부른다.
이 외에 덜 일반적인 방법이 있는데, 고기와 채소를 쌀과 별도로 조리하고, 동시에 쌀을 육수와 함께 끓여놓는다. 접시에 내놓기 직전에 고기와 채소를 추가한다. 화이트 잠발라야(white jambalaya)라고 부르며, 조리 시간을 단축할 수 있는 특징이 있다.
쌀은 공통적으로 인디카 쌀을 주로 사용하며 고슬고슬하게 만든다. 간혹 취향에 따라 자포니카 쌀을 사용할 수도 있다.

## 역사

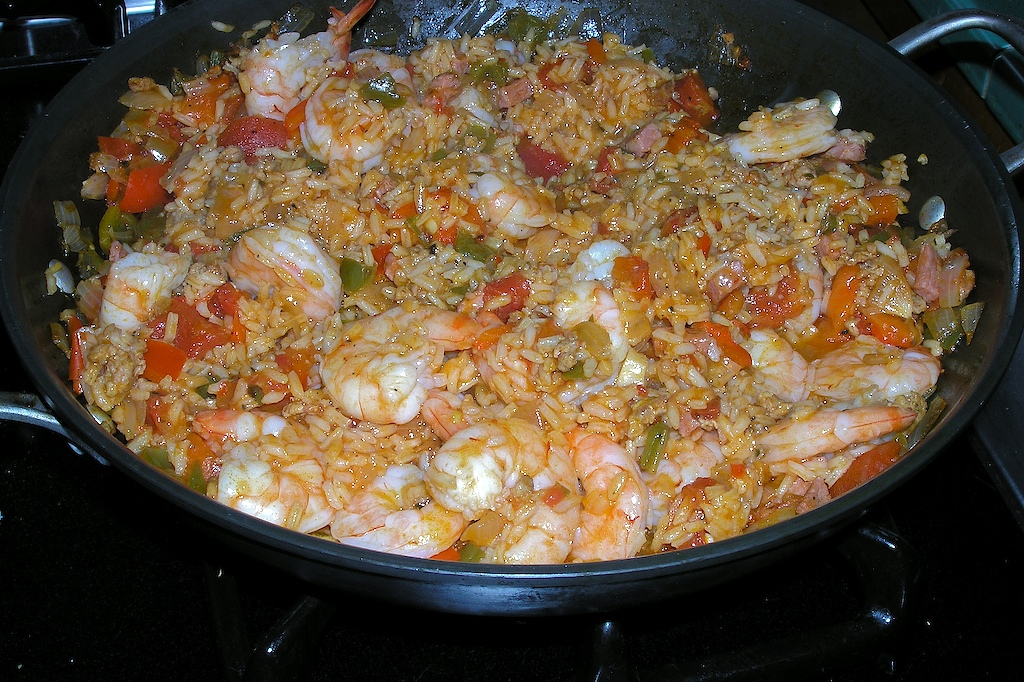

크리올 잠발라야는 뉴올리언스에서 스페인의 파에야의 요리법이 전해지면서 변형 된 것으로 보고 있다. 이주민들이 뉴올리언스에 정착했을 때 파에야에 쓰는 향신료인 사프란을 구할 수가 없어서 토마토로 대체하여 만들어진 것이 유래이다.

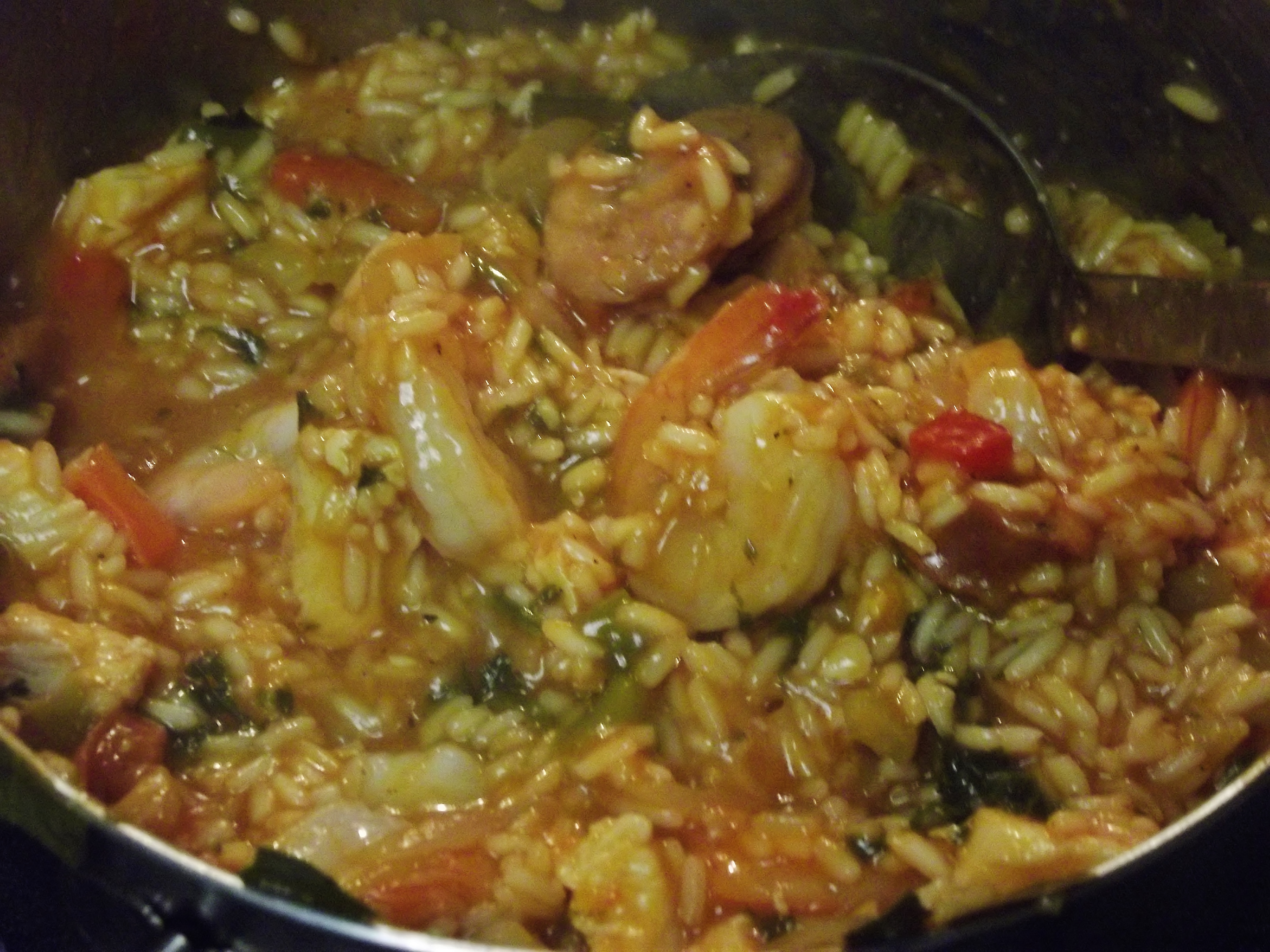

케이준 잠발라야는 루이지애나 주의 남부 스왐프 지역에서 크리올 잠발라야의 요리법이 전해지면서 발전시켰다. 이 지역에서 많이 생산되는 여러 가지 고기와 해물 (주로 새우)를 조합하여 만들었으나 현재는 한 두가지의 재료로 만들고 있다.

## 케이준 라이스
한국에서는 파파이스에서 "케이준 라이스"라는 비슷한 요리를 내놓은 적이 있다. 재료는 양파와 마늘, 피망, 후추, 케이준 스파이스, 돼지고기, 자포니카 쌀을 사용하였다.

## 같이 보기
- 미국 요리
- 케이준